# Свети Николай (Змейово)
Вижте пояснителната страница за други значения на Свети Николай.
„Свети Николай“ или „Свети Никола“ е възрожденска православна църква в село Змейово, община Стара Загора, България.

## История
Според запазения надпис църквата е изградена в 1837 година в центъра на Дервент (името на селото до 1902 година) от видния костурски архитект Петко Боз. В летописната книга на църквата, водена от свещеник Иван Буюклиев, било записано, че храмът е строен в 1835–1837 година и изписан около 1840 година от казанлъшки зограф. По-късно църквата пострадва и и е възстановена в 1882 година, като иконите са изписани от поп Димитър Кънчов от Трявна. В 1938 година църквата е пребоядисана от декоратора Сава Вълканов от Стара Загора. Не е ясно дали тогава има ново изписване. В 2007 година при ремонт стенописите са измазани с гипсова шпакловка и бял латекс. При възстановителни работи са разкрити фрагменти от стенописи, за които се предполагало, че могат да принадлежат към слоя живопис, изписан около 1840 година.
В 1973 година църквата е обявена за паметник на културата.
В църквата поп Йоан и след него поп Харитон правят едни от първите преписи на „История славянобългарска“. Църквата е обновена в 2020 година.